# Torre Inserraglio
Torre Inserraglio este o arie protejată (arie specială de conservare — SAC, sit de importanță comunitară — SCI) din Italia întinsă pe o suprafață de 100 ha, integral pe uscat.

## Localizare
Centrul sitului Torre Inserraglio este situat la coordonatele 40°10′51″N 17°56′24″E / 40.180833°N 17.94°E.

## Înființare
Situl Torre Inserraglio a fost declarat sit de importanță comunitară în iunie 1995 pentru a proteja 1 specie de plante și 7 specii de animale. Situl a fost protejat și ca arie specială de conservare în martie 2018.

## Biodiversitate
Situată în ecoregiunea mediteraneană, aria protejată conține 1 habitat natural: Pseudostepă cu ierburi și specii anuale de Thero-Brachypodietea.
La baza desemnării sitului se află mai multe specii protejate:
- plante (1): Stipa austroitalica
- păsări (6): privighetoare-de-baltă (Acrocephalus melanopogon), egretă mare (Ardea alba), piciorong (Himantopus himantopus), cormoran mic (Microcarbo pygmaeus), aușel sprâncenat (Regulus ignicapilla), Sylvia hortensis
- reptile (1): șarpele cu patru dungi (Elaphe quatuorlineata)

Pe lângă speciile protejate, pe teritoriul sitului au mai fost identificate 8 specii de plante, 1 specie de mamifere, 2 specii de reptile.